# Engyprosopon maldivensis
Engyprosopon maldivensis és un peix teleosti de la família dels bòtids i de l'ordre dels pleuronectiformes.

## Morfologia
Pot arribar als 12,7 cm de llargària total.

## Distribució geogràfica
Es troba a les costes de les Maldives, les Filipines, Borneo, nord i nord-oest d'Austràlia, el Mar del Corall, Taiwan i el sud del Japó.